# Camilla Christensen
Camilla Christensen (22 de septiembre de 1994) es una modelo danesa.

## Carrera
Camilla Christensen fue descubierta en Copenhague a los 16 años, cuando era bailarina en el Ballet Real Danés.
Christensen ha figurado en editoriales de revistas como Vogue Italia, donde fue fotografiada por Vincent Peters, Hunger Magazine, fotografiada por Rankin, y 032c, apareciendo en una edición limitada fotografiada por  Mario Sorrenti y estilizada por Mel Ottenberg. Ellen von Unwerth también fotografió a Camilla para la portada de la Glamour alemana. Otro trabajo editorial notable incluye a la revista Vs. junto a Ellen von Unwerth, apareciendo con la también modelo danesa, Emma Stern Nielsen. Camilla ha figurado en campañas y catálogos de H&M, Bebe, Urban Outfitters y French Connection.